# ایوان اوتروبین
ایوان اوتروبین (روسی: Иван Степанович Утробин؛ ۱۰ مارس ۱۹۳۴ – ۲۵ ژوئن ۲۰۲۰) اسکی‌باز صحرانوردی اهل اتحاد جماهیر شوروی سوسیالیستی بود.